# Алфонсо Лорензо
Алфонсо Лорензо је аргентински фудбалски везиста који је играо за Аргентину на Светском првенству у фудбалу 1934. Играо је и за Баракас.